# Arado Ar 67
L'Arado Ar 67 era un caccia, monomotore biplano prodotto dall'azienda tedesca Arado Flugzeugwerke GmbH nella seconda parte degli anni trenta e rimasto allo stadio di prototipo.
Progettato nel 1933 per sostituire l'Ar 65, di cui era più piccolo e leggero, fu sviluppato parallelamente all'Ar 68. Dopo una prova comparativa, si preferì concentrarsi sullo sviluppo di quest'ultimo e l'Ar 67 venne abbandonato.

## Storia del progetto
Nei primi anni trenta, dopo l'istituzione del Reichsluftfahrtministerium (RLM), il Ministero deputato alla gestione dell'aviazione civile e militare della Germania del periodo, emise una specifica per la fornitura di un nuovo aereo da caccia da destinare ai reparti Jagdgeschwader (JG) della Luftwaffe che potesse migliorare alcune prestazioni fornite dal contemporaneo Heinkel He 51.
La Arado affidò il disegno al suo nuovo capoprogettista Walter Blume che decise di sviluppare due progetti contemporanei designati Ar 67 ed Ar 68.

## Utilizzatori
Germania
- Luftwaffe

impiegato solo per valutazioni comparative.